# Monolophosaurus
Monolophosaurus ("gušter s jednom krestom") bio je rod dinosaura teropoda iz srednjojurske formacije Shishugou u današnjem Xinjiangu (Kina). Dobio je naziv po tome što na glavi ima samo jednu krestu. Dužina tipičnog i jedinog poznatog primjerka procijenjena je na 5 metara. Područje u kojem je Monolophosaurus pronađen pokazuje tragove vode, pa je stoga moguće da je nastanjivao obale jezera ili mora. Primjerak Monolophosaurus jiangi IVP 84019 imao je polomljen deseti, a moguće i 11. kralježak. Deseti je spojen s jedanaestim. Niz paralelnih grebena na donjoj čeljusti tog primjerka možda su tragovi zuba.

## Otkriće i klasifikacija
Godine 1984. je pronađen gotovo potpun kostur. Isprva, prije nego što je opisan u znanstvenoj literaturi, u tisku je bio poznat pod nazivom "Jiangjunmiaosaurus", što je nomen nudum.
1993. su Zhao i Currie tipičnoj vrsti dali naziv Monolophosaurus jiangi; naziv vrste odnosi se na Jiangjunmiao ("napušteno pustinjsko svratište") u čijoj je blizini pronađen holotipni primjerak IVPP 84019. Monolophosaurus je isprva označen kao "megalosauroid", a kasnije se često predlagalo da je on zapravo alosauroid. Carr (2006.) je čak predložio da je Guanlong ("tyrannosauroid" "proceratosaurid") bio neodrasli Monolophosaurus, te prema tome "alosauroid"; to je zaključio jer oba taksona imaju veliku, tanku i šuplju krestu na sredini glave, ali to vjerojatno nije slučaj.
Smith et al. (2007.) je bila prva publikacija u kojoj se nije smatralo da Monolophosaurus ne pripada neotetanurama; naglasili su da su mnoge osobine, koje su se prije smatrale isključivo alosauroidskim, bile prisutne i kod drugih vrsta. Zhao et al. (2009.) su također naglasili različite primitivne osobine njegovog kostura te predložili da bi Monolophosaurus umjesto toga mogao biti jedan od najprimitivnijih tetanura. Benson (2008., 2010.) je svrstao Monolophosaurusa u rod Chuandongocoelurus unutar Megalosauroidea, koji je primitivniji i od porodica Megalosauridae i Spinosauridae. Kasnije su Benson et al. (2010.) zaključili da kladus (sustavno povezana skupina organizama koja ima zajedničkog pretka) Chuandongocoelurus/Monolophosaurus spada izvan i Megalosauroidea i Neotetanurae, blizu samog početka kladusa Tetanurae.

## Vanjske poveznice
- Carr, Thomas. 2006. Is Guanlong a tyrannosauroid or a subadult Monolophosaurus? (PDF). Journal of Vertebrate Paleontology. 26 (3 Supplement): 48A
- Monolophosaurus  Arhivirana inačica izvorne stranice od 13. srpnja 2007. (Wayback Machine) u Dino Directoryju (Prirodoslovni muzej u Londonu)